# Godless (série télévisée)
Pour les articles homonymes, voir Godless.
Godless ou Une terre sans dieux au Québec, est une mini-série américaine créée et réalisée par Scott Frank, diffusée le 22 novembre 2017 sur Netflix. La série est composée de sept épisodes,.

## Synopsis
En 1884, dans le territoire du Nouveau-Mexique, la ville de La Belle a été privée de sa population masculine dans un accident minier. Seuls les vieillards, les épouses, quelques enfants sont restés et ce sont les femmes qui dirigent la ville.
Frank Griffin, un hors-la-loi, part à la recherche de son ancien protégé, Roy Goode, qui l'a trahi.
Tout se complique pour Griffin quand il découvre que Roy se cache à La Belle. Ses habitants vont tout faire pour se protéger de Griffin et de sa bande.

## Distribution

### Acteurs principaux
- Jack O'Connell (VF : Donald Reignoux) : Roy Goode
- Michelle Dockery (VF : Ingrid Donnadieu) : Alice Fletcher
- Scoot McNairy (VF : Yann Guillemot) : Bill McNue
- Merritt Wever (VF : Jessie Lambotte) : Mary Agnes
- Thomas Brodie-Sangster (VF : Gabriel Bismuth-Bienaimé) : Whitey Winn
- Sam Waterston (VF : Frédéric Cerdal) : Marshal John Cook
- Jeff Daniels (VF : Achille Orsoni) : Frank Griffin
- Kim Coates (VF : Gabriel Le Doze) : Ed Logan

#### Acteurs secondaires
- Samuel Marty (VF : Julien Crampon) : Truckee
- Tess Frazer (en) (VF : Sandra Valentin) : Callie Dunne
- Samantha Soule (en) : Charlotte Temple
- Kayli Carter (VF : Claire Baradat) : Sadie Rose
- Keith Jardine (VF : Yann Sundberg) : Dyer Howe
- Audrey Moore (VF : Christiane Ludot) : Sarah Doyle
- Christopher Fitzgerald (en) (VF : François Delaive) : J.J. Valentine
- Jeremy Bobb (VF : Laurent Maurel) : A.T. Grigg
- Russell G. Jones (VF : Sydney Kotto) : Hiram
- Erik LaRay Harvey (en) (VF : Thierry Desroses) : Elias Hobbs
- Rob Morgan : John Randall
- Jessica Sula (VF : Aurélie Konaté) : Louise Hobbs
- Marceline Hugot (VF : Maïté Monceau) : Lucy Cole
- Nathan Darrow (en) (VF : Gilduin Tissier) : Webster
- Christiane Seidel : Martha Bischoff
- Randy Oglesby (en) : Asa Leopold
- Donald Cerrone
- Chad Dashnaw : Logans man
- Rachel de la Torre : Taos train rider
- Brian Lee Franklin : Amos Green
- Evan Bryn Graves
- Joe Pingue : Alonzo Bunker
- Whitney Able : Anna McNue
- Adam David Thompson : Gatz Brown
- Russel Dennis Louis : Daryl Devlin
- Matthew Dennis Louis : Donnie Devlin
- Justin Welborn : Floyd Wilson
- Duane Howard (en) : Shoshone Brave
- Julian Grey : William Mc Nue
- Marie Wagenman : Trudy Mc Nue

## Production
Intéressé à l'idée d'écrire un western classique, Scott Frank développe le projet au début des années 2000, et écrit un scénario pour un long-métrage de 3 heures. Ayant collaboré avec Steven Soderbergh sur Hors d'atteinte, il lui propose d'en être le réalisateur, mais Soderbergh refuse car il n'est pas à l'aise pour tourner avec des chevaux.
Frank propose Godless à plusieurs cinéastes réputés, notamment Sam Mendes et David Fincher, en vain. Le projet finit par aboutir comme mini-série, avec Netflix au financement et Steven Soderbergh à la production.
Le tournage a eu lieu à Santa Fe au Nouveau-Mexique en septembre 2016.

## Fiche technique
Sauf indication contraire, les informations mentionnées dans cette section peuvent être confirmées par la base de données cinématographiques IMDb,  présente dans la section « Liens externes ».
- Créateur, scénariste et réalisateur : Scott Frank
- Production : Michael J. Malone
- Producteurs délégués : Scott Frank, Casey Silver et Steven Soderbergh
- Musique : Carlos Rafael Rivera
- Photographie : Steven Meizler
- Montage : Michelle Tesoro
- Décors : Carlos Barbosa et David J. Bomba
- Costumes : Betsy Heimann
- Société de production : Netflix

## Épisodes
1. Un incident à Creede (An Incident at Creede)
2. Les Dames de La Belle (The Ladies of La Belle)
3. La Sagesse du cheval (Wisdom of the Horse)
4. Pères et fils (Fathers & Sons)
5. Il a eu un serpent en pleine tête (Shot the Head off a Snake)
6. Cher Roy (Dear Roy…)
7. Retour au pays (Homecoming)

## Réception critique
La réception critique de la série est globalement très positive. Pour Télérama, Godless est « un brillant compromis entre l’hommage savant à tous les motifs du genre, et l’innovation la plus ébouriffante ». Le Temps apprécie la richesse de ses personnages féminins à laquelle s’ajoutent « des paysages à couper le souffle ». Pour Le Quotidien du cinéma, l'histoire monte crescendo et la série est « une brillante réussite, à tout point de vue »
En revanche Pierre Serisier dans son blog du Monde, tout en éprouvant « un pincement au coeur devant la majesté des paysages », regrette « une mise en place volontairement alambiquée et sibylline, jouant sur l’ambiguïté des situations, cherchant à imposer un sentiment de confusion, voire d’incompréhension. » Pour lui, la mise en œuvre du récit fait par Scott Frank n'atteint pas son but.

## Distinction
- Primetime Emmy Awards 2018 :
  - Meilleur acteur dans un second rôle pour Jeff Daniels
  - Meilleure actrice dans un second rôle pour Merritt Wever